# Galium saturejifolium
Galium saturejifolium là một loài thực vật có hoa trong họ Thiến thảo. Loài này được Trevir. mô tả khoa học đầu tiên năm 1815.